# Icatu
Icatu là một đô thị thuộc bang Maranhão, Brasil. Đô thị này có diện tích 1448,796 km², dân số năm 2007 là 21464 người, mật độ 14,82 người/km².